# Peter Memmius
Peter Memmius (* 1531 in Herentals in Flandern; † 17. Juli 1587 in Lübeck) war ein Arzt und Hochschullehrer des 16. Jahrhunderts.
Memmius musste seine ärztliche Tätigkeit in Utrecht wegen der religiös bedingten Verfolgungen im Vorfeld des Achtzigjährigen Krieges aufgeben und nahm 1568 die Stellung des Stadtphysicus in Rostock an, mit der eine ordentliche Professur an der Medizinischen Fakultät der Universität Rostock verbunden war. Zusätzlich wurde er 1571 auch noch Leibarzt von Herzog Ulrich von Mecklenburg-Güstrow. Die Vergütung als herzöglicher Leibarzt betrug 100 Taler, eine bestimmte Menge Roggen und einen Ochsen im Jahr. 1572 begleitete Memmius Herzog Ulrich an den dänischen Hof, wo er auch den dänischen König Friedrich II. behandelt haben soll. Memmius war 1572 und 1578 Rektor der Universität Rostock.
Im Jahr 1581 nahm er die Stelle des Stadtphysicus in Lübeck an und betreute aber von dort aus von Januar 1587 bis Mai 1588 den Herzog Albrecht VII. von Mecklenburg als Leibarzt und Generalinspekteur der Hofapotheke in Schwerin.
Der Arzt und Hochschullehrer Abraham Memmius und der noch in Culemborg geborene Jurist und neulateinische Dichter Isaak Memmius († nach 1615), 1604 Stiftssyndikus in Hamburg, waren sein Söhne.